# Материнство (Доктор Хаус)
Maternity (с англ. — «Материнство») — четвёртая серия первого сезона американского телесериала «Доктор Хаус». Премьера серии состоялась 7 декабря 2004 года на телеканале Fox.
В родильном отделении больницы началась эпидемия неизвестной болезни, и доктор Хаус требует объявить карантин. На этот раз в клинику приходит женщина с «паразитом».

## Сюжет
У недавно родившегося малыша 42 часов отроду случается приступ, у него жар и кишечная непроходимость; примерно те же симптомы у другого также недавно родившегося ребёнка.
Хаус, подслушав разговор акушеров, заинтересовался случаем — он уверен, что в родильном отделении эпидемия. С этим открытием он идет к Кадди, но она не хочет его слышать, два случая — это ещё не эпидемия, а просто совпадение. Тогда Хаус со своей командой проходит по всем этажам отделения, чтобы выявить похожие случаи. И они находят… Итог — 3 больных малыша, и ранние симптомы у 4-го, вскоре таких малышей становится 6.
Что их объединяет? Падающее давление, а персонал и оборудование разные. Предлагаются разные варианты: и вирусы, и паразиты, останавливаются на нескольких возможных бактериальных инфекциях, например, таких как золотистый стафилококк и гемофильная палочка. Делать посев крови нет времени, малыши могут не дожить до завтрашнего утра, и Хаус назначает им различные антибиотики от названых инфекций, а также назначает МРТ, чтобы выявить абсцессы или скрытые инфекции. Но она ничего не выявила, и детям дают антибиотики.
В это время Кадди, закрыв родильное отделение, подняла всех на уши. Студенты-медики ищут возможные инфекции и бактерии.
Хаус принимает пациентов. Одной девушке он ставит диагноз — паразит, и делает УЗИ. Паразитом в данной ситуации оказался плод, а пациентка беременной. Реакция её была немного странной, так как были опасения, что это не ребёнок её мужа. Хаус произносит мудрую вещь при разговоре с девушкой: «Самые успешные браки основаны на лжи». Кто не согласен? Но с помощью Хауса она разрешила эту ситуацию, и была несказанно ему рада.
Следующие анализы показывают, что антибиотики убивают почки, но какой именно? Хаус предлагает рискованное решение — одному ребёнку перестать давать одни антибиотики, а другому другие, и посмотреть, кому станет легче. Это очень рискованное решение приводит к смерти одного малыша. Но в итоге оказывается, что и другой антибиотик не помогает.
Дифференциальный диагноз, на котором мы видим даже Уилсона с Кадди. Хаус высказывает интересные идеи про привязанность к антибактериальным средствам, и что именно врачи вырастили все эти бактерии. В это время давление у малышей продолжает падать, может быть дело вообще не в антибиотиках?
Хаус самостоятельно делает посмертное вскрытие умершего малыша. На следующем дифференциальном диагнозе предлагают вариант лимфоцитоз или вирус, поражающий сердце. Но таких вирусов тысячи. И дальше вся команда Хауса, Уилсон, Кадди вычеркивают и оставляют возможные вирусы, согласно симптомам. Остается 8 вирусов на проверку, нужно брать кровь у малышей, для сравнения кровь также берут у одного здорового малыша.
После анализов остается три вируса, найденных в крови у младенцев. И тут наконец Хаус понимает, что нужно делать анализ крови матерей и тех вирусов, которых нет у них, и убивают малышей, поскольку при рождении младенцы разделяют с матерью антитела. Ответ найден — эховирус, он поражает сердце, но лечение есть.
Как выясняется чуть позже, у детей не было общего персонала, зато была больная работница, развозящая плюшевых медведей детям. Вирус передавался воздушно-капельным путём на игрушки, а потом с игрушек — на детей.